# Bassin de Flore
Le bassin de Flore est un bassin des jardins de Versailles, appartenant à l'ensemble des bassins des Saisons : le bassin de Cérès, le bassin de Flore, le bassin de Bacchus, le bassin de Saturne.
Les Quatre Saisons sont représentées plusieurs fois en sculpture à Versailles. La Grande Commande regroupe un ensemble de sculptures commandées par Louis XIV en 1674 dans lequel figurent des statues des Saisons. 
En 1672, est entreprise la construction des quatre bassins des Saisons : le Printemps, représenté par Flore, l’Eté, sous les traits de Cérès, l’Automne, figuré par Bacchus, l’Hiver, personnifié par Saturne. Chaque bassin comprend en son centre une plate-forme ronde en plomb sur laquelle figure une statue, allégorie d’une saison, à l’origine entourée d’enfants et de ses attributs habituels. Les groupes d’enfants ont été déplacés dans la Salle des Festins. Les personnages centraux sont dorés et l’îlot central était auparavant entouré d’un cordon de pierre rappelant les attributs de chaque saison, mais ces éléments, jugés par la suite superflus, furent supprimés entre 1684 et 1686.

## Localisation
Le bassin se trouve à l'Ouest du bassin de Cérès et à l'Est de l'Allée Saint-Antoine, plus précisément au croisement de l'Allée du Printemps et de l'Allée de Cérès-et-de-Flore.

## Composition

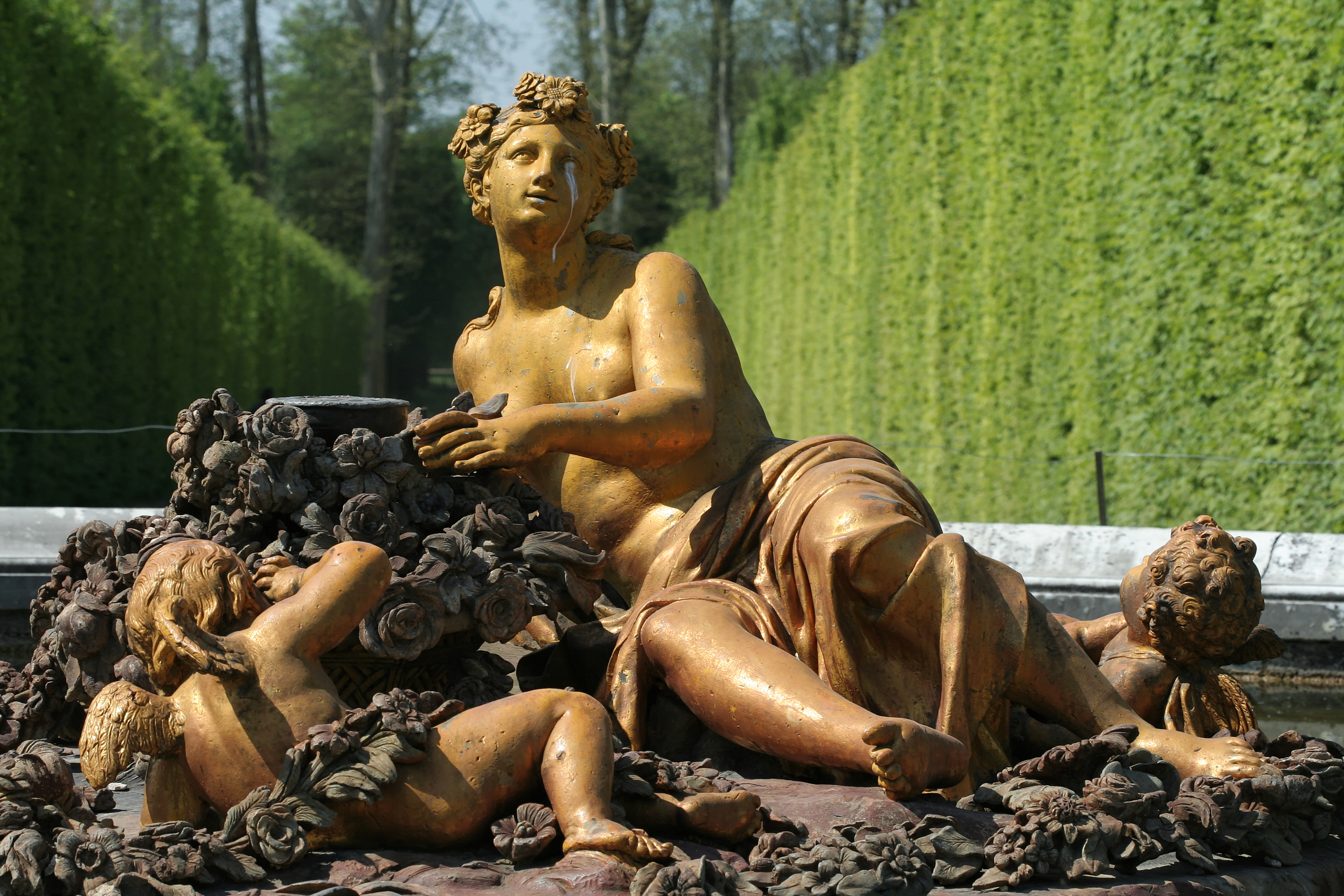
Flore

Situé au carrefour de plusieurs bosquets, le bassin de Flore, déesse romaine des fleurs, des jardins et du printemps, symbolise la première saison de l’année. Elle est entourée de trois angelots et est allongée sur un tapis de fleurs.

## Histoire
La statue de la déesse a été réalisée en plomb doré par Jean-Baptiste Tuby entre 1672 et 1679, elle est représentée avec une couronne de fleurs, au centre du bassin.